# George Bovell
George Bovell (* 18. Juli 1983 in Port of Spain, Trinidad) ist ein Schwimmer aus Trinidad und Tobago. Er gewann für sein Land im Jahr 2004 eine olympische Bronzemedaille und ist damit bis heute der erfolgreichste karibische Schwimmsportler.
Sein Schwimmtalent wurde ihm offenbar in die Wiege gelegt, sein Vater George war College-Schwimmer und seine Mutter Barbara eine Langstrecken-Läuferin, die bei den Olympischen Spielen 1972 und 1976 für Barbados und Kanada startete. Sein Bruder Nick Bovell nahm als Schwimmer bei den Olympischen Spielen 2008 teil.
Seinen ersten großen internationalen Erfolg konnte George Bovell bei den Schwimmweltmeisterschaften 2001 in Fukuoka feiern, wo er über seine Spezialstrecke 200 m Lagen in 2:01,50 Minuten den vierten Platz erreichte. Zwei Jahre später bei den Schwimmweltmeisterschaften 2003 in Barcelona konnte er zwar seine Zeit über diese Strecke auf 2:00,06 Minuten verbessern, dennoch reichte es dort nur für einen fünften Platz.
Bei den Panamerikanischen Spielen 2003 in Santo Domingo konnte er dann zweimal Gold über 200 m Freistil und 200 m Lagen sowie zweimal Silber über 100 m Freistil und 100 m Rücken erringen. Damit erlangte er allein vier der sieben Medaillen für Trinidad und Tobago bei den Spielen und dabei die einzigen beiden Goldmedaillen.
Bei den Olympischen Spielen 2004 in Athen holte er dann völlig überraschend mit einer Zeit von 1:58,80 Minuten die Bronzemedaille über 200 m Lagen hinter den beiden US-Amerikanern Michael Phelps und Ryan Lochte. Von der Silbermedaille trennten ihn dabei gerade mal zwei Hundertstel Sekunden. Seine Medaille war für die Karibik die erste Medaille im Schwimmen bei Olympischen Spielen überhaupt und die einzige für sein Land in Athen. Insgesamt war er der neunte Athlet, der für Trinidad und Tobago eine Medaille bei Olympischen Spielen holen konnte, die weiteren Medaillengewinner waren in der Leichtathletik und im Gewichtheben erfolgreich.
Mit einer Zeit von 1:53,93 Minuten konnte er am 25. März 2004 bei den NCAA-Meisterschaften 2004 in East Meadow einen neuen Kurzbahn-Weltrekord über 200 m Lagen aufstellen. Damit war Bovell der erste Schwimmer aus Trinidad und Tobago, der einen Weltrekord verbessern konnte. Der Rekord hielt etwa 20 Monate, bis er von dem Ungarn László Cseh bei den Kurzbahneuropameisterschaften 2005 in Triest um 47 Hundertstel Sekunden unterboten wurde.
Bei den Karibikspielen 2006 in Cartagena trug George Bovell bei der Eröffnungszeremonie die Fahne für sein Land. Bovell studierte Sport an der Auburn University in den USA.